# Tsunokakushi

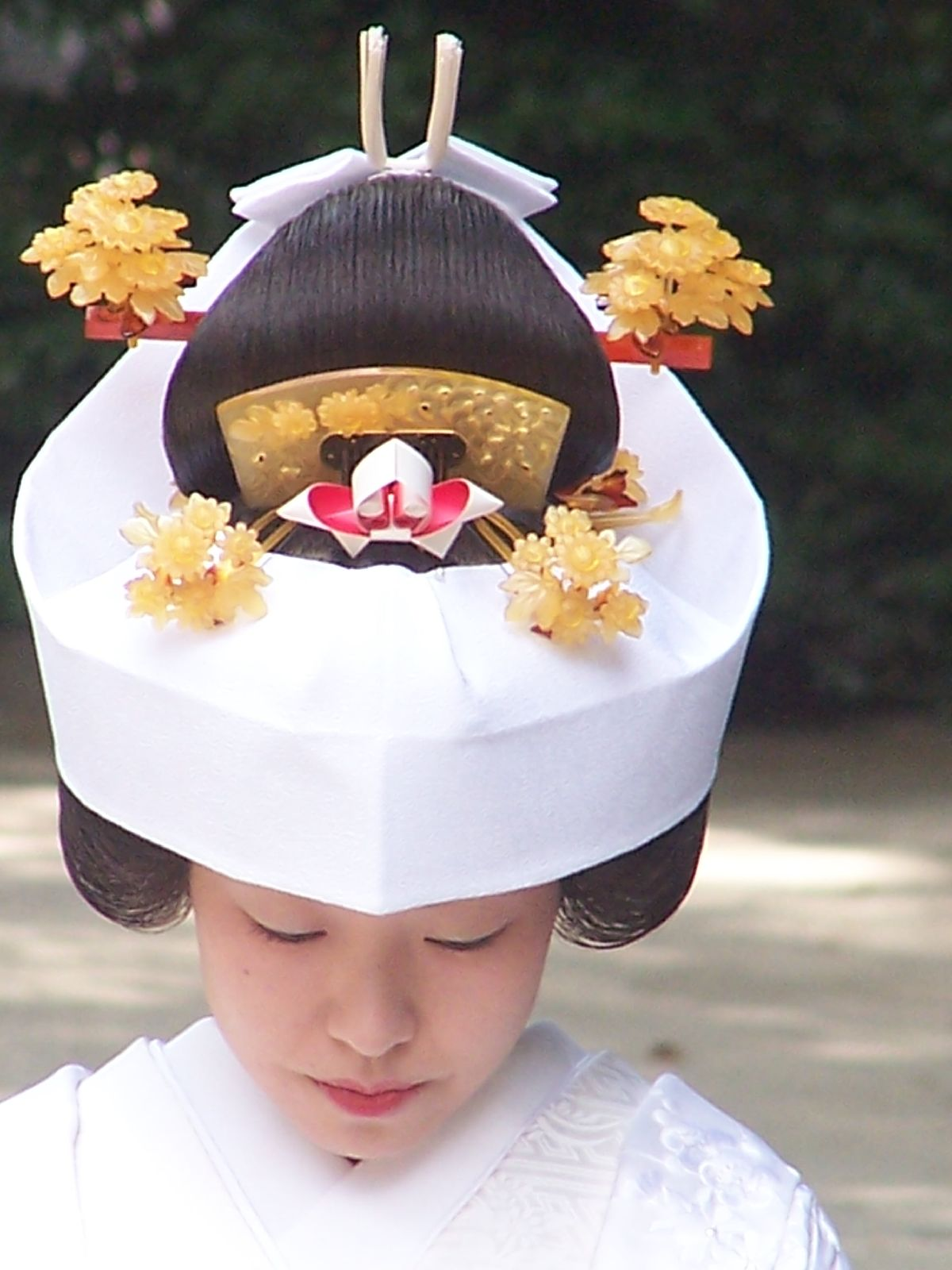
Novia japonesa con su tsunokakushi.

Un tsunokakushi (角隠し?), que literalmente significa 'para ocultar (kakushi) los cuernos (tsuno)', es un tocado, cofia o sombrero tradicional usado en las ceremonias de boda sintoístas en Japón.
El tsunokakushi está formado por una tela rectangular, que cubre el moño superior nupcial llamado bunkin takashimada (文金高島田?), una especie de mage (髷?), el moño tradicional japonés. Frecuentemente es de seda blanca. 
En el Japón existe la creencia de que las mujeres tienden a ser celosas y egoístas por lo que les pueden crecer cuernos sobre la frente, lo que lleva a una mayor dificultad de casar a las hijas. Por eso, la familia de la novia debe impedir el crecimiento de los cuernos y ocultarlos con esta especie de venda blanca para que el matrimonio arreglado pueda tener lugar.
También simboliza la determinación de la novia de convertirse en una esposa amable y obediente, con un sentido moral hacia su nueva vida.
Las mujeres japonesas se toman con buen humor estas tradiciones que cuentan que el período meloso de enamoramiento finaliza cuando el recién casado observa que han salido los cuernos de los celos y entonces lamenta el no haberse dado cuenta a tiempo que los tenía.